# Baron Culloden
Baron Culloden ist ein erblicher britischer Adelstitel, der zweimal in der Peerage of the United Kingdom verliehen wurde.
Der Titel ist nach dem schottischen Ort Culloden benannt und wurde beide Male an jüngere Mitglieder der britischen Königsfamilie verliehen.

## Verleihungen
Der Titel wurde erstmals am 27. November 1801 an Prinz Adolphus Frederick, den siebten Sohn des Königs Georg III., verliehen, zusammen mit den übergeordneten Titeln Duke of Cambridge und Earl of Tipperary. Die Titel erloschen am 17. März 1904, als dessen Sohn George, der 2. Duke, ohne legitime Erben starb.
In zweiter Verleihung wurde der Titel am 31. März 1928 für Prinz Henry, den dritten Sohn des Königs Georg V., neu geschaffen. Zusammen mit der Baronie wurden ihm die übergeordneten Titel Duke of Gloucester und Earl of Ulster verliehen. Heutiger Titelinhaber ist seit 1974 dessen Sohn Richard als 2. Duke.

## Liste der Barone Culloden

### Barone Culloden, erste Verleihung (1801)
- Adolphus Frederick, 1. Duke of Cambridge, 1. Baron Culloden (1774–1850)
- George, 2. Duke of Cambridge, 2. Baron Culloden (1819–1904)

### Barone Culloden, zweite Verleihung (1928)
- Henry, 1. Duke of Gloucester, 1. Baron Culloden (1900–1974)
- Richard, 2. Duke of Gloucester, 2. Baron Culloden (* 1944)

Titelerbe (Heir apparent) ist der Sohn des aktuellen Titelinhabers Alexander Windsor, Earl of Ulster (* 1974).